# Anophthalmus schmidti
Anophthalmus schmidti là một loài bọ cánh cứng đặc hữu của châu Âu. Nó được tìm thấy ở Croatia, chính quốc Ý và Slovenia.